# PEP терапија
Post-exposure prophylaxis, Post-exposure prevention (срп. Превенција након изложености) је превентивна метода у медицини која се примењује након изложености патогену.

## ХИВ
ПЕП је безбедан и ефикасан начин превенције ХИВ-а код људи који су имали ризик од инфекције у протекла 72 часа.

### Ризично понашање
У ризично понашање, тачније индикације за коришћење ПЕП-а су интравенско коришћење наркотика, незаштићени сексуални однос (вагинални, анални, орални). Нарочито су ризични анални и вагинални секс.

### Тестирање пред терапију
Пред ПЕП терапију против ХИВ-а потребно је тестирати се на ХИВ. Уколико је особа ХИВ позитивна, ПЕП се не примењује. У том случају потребно је отпочети процедуру лечења инфекције ХИВ-ом.

### Терапија
Режим ПЕП-а се најчешће састоји од 3 антиретровирална лека, које је неопходно узети најкасније 72 часа након потенцијалне изложености вирусу. Терапија се наставља током 4 недеље. Лекови који се најчешће користе су tenofovir disoproxil fumarate и emtricitabine и још инхибитор интегразе, на пример Raltegravir.

## Тетанус
Ране се чисте и страна тела и некротично ткиво се уклањају. ПЕП се састоји од антитетанусних антитела, али антитела помажу у уклањању само невезане молекуле тетанусног токсина.
Тетанусни антитоксин не изазива отпорност на токсин, због његове велике јачине.

## Хепатитис
Након изложености хепатитис Бе вирусу (HBV), могуће је применити ПЕП тако да се спречи инфекција и развој хроничних болести. ПЕП може представљати или хепатитис Бе вакцина или хепатитис Бе имуноглобулин (који се додаје уз вакцину).
Такође, и новорођенчад треба да прими вакцину и имуноглобулине најкасније 12 сати након рођења.

## Лајмска болест
Након уједа крпеља примењује се једна доза доксициклина (doxycycline) да би се могућност развоја лајмске болести значајно умањила. Након убода такође је могуће применити антибиотике.